# میساک متسارنتس

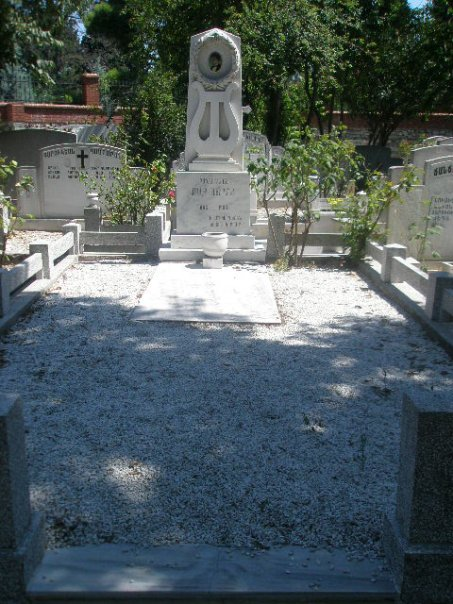
آرامگاه میساک مِتسارنْتْس

میساک کاراپتی متسارنتس (ارمنی: Միսաք Կարապետի Մեծարենց; انگلیسی: Missak Medzarents; زاده ۱۱ ژوئیهٔ ۱۸۸۶ - درگذشته ۴ ژوئیه ۱۹۰۸) از شاعران نامی کشور ارمنستان بود.

## زندگی
میساک کاراپتی متساتوریان، متخلص به (میساک مِتسارِنتْس)، شاعر و نویسنده، در سال ۱۸۸۶م در روستای «بینگیان» از توابع خارپرت، در ارمنستان غربی متولد شد.
پس از گذراندن تحصیلات اولیه وارد کالج شبانه «آناتولیا» شد. در سال ۱۹۰۱م دوره این کالج را به پایان برد و در آموزشگاه مرکزی «قالاتیا» استانبول به تحصیلات عالی پرداخت اما در سال ۱۹۰۵م به علت ابتلاء به بیماری سل، آموزشگاه را ترک کرد و در سال ۱۹۰۸م درگذشت.

## افکار و سبک شعری میساک کاراپتی
میساک کاراپتی، از برجسته‌ترین و استثنائی‌ترین چهره‌های ادبیات ارمنی در اوائل سده بیستم است و نقش عظیمی در تلطیف و اعتلای غزل سرائی ادبیات ارمنستان غربی که پس از پتروس دوریان، مدت سی سال درجا زده و دوره فترت را می‌گذراند، داشت.
علاوه بر دو مجموعه شعر، مجموعه‌ای از مقالات ادبی و سخنرانی‌های متسارنتس پیرامون ادبیات و ده‌ها شعر و نثر شعر گونه دیگر از وی به یادگار مانده‌است.
از ویژگی‌های چشمگیر شعر متسارنتس، نگاه اندوهناک و سوگوارانه اما سرشار از عشق و خوش بینی شاعر به هستی و انسان و طبیعت است. متسارنتس در شعرش از توجه به زندگی اجتماعی انسان به ویژه زندگی روستا و زندگی پر زحمت اما پاک و ساده دلانه روستائی نیز غفلت نورزیده است.

## شعری از میساک کاراپتی به نام (بیا)
| بیا که زندگانی تلخم آرامش گیرد               |  | بیا و مرا امید را و نوازش را بچشان            |
| بیا. روزی خواهد آمد و جانت افسوس خواهد خورد  |  | از گریز شتابناک این رویای درخشنده             |
| بیا! شاید که به فردا تو پژمردی               |  | و شاید که جان من از تبی افسرد و مرد           |
| احساس‌های ستایش من را تبه مکن!                |  | بگذار که شعله‌های زلال نگاهت را بنوشم من       |
| بیا! نزدیک شو! گل پر طراوت زندگی ام          |  | بگذار در بوسه‌ای از یاد برم، هر آنچه را که هست |
| آه... که این زندگانی زیبا چه خاموش و خالی ست |  | بیا و کسالت جانم را بگداز                     |
| مرا در رویای تابناکی مدفون کن!               |  | نوازش‌های باکره قلبت را برایم ارمغان آور!      |

## آثار
- ترانه‌های تازه (۱۹۰۷)
- رنگین کمان (۱۹۰۷)